# Taczanowskikolibri
Der Taczanowskikolibri (Thaumasius taczanowskii, Syn.: Leucippus taczanowskii) ist eine Vogelart aus der Familie der Kolibris (Trochilidae). Das Verbreitungsgebiet umfasst die Länder Peru und Ecuador. Der Bestand wird von der IUCN als nicht gefährdet (Least Concern) eingeschätzt.

## Merkmale

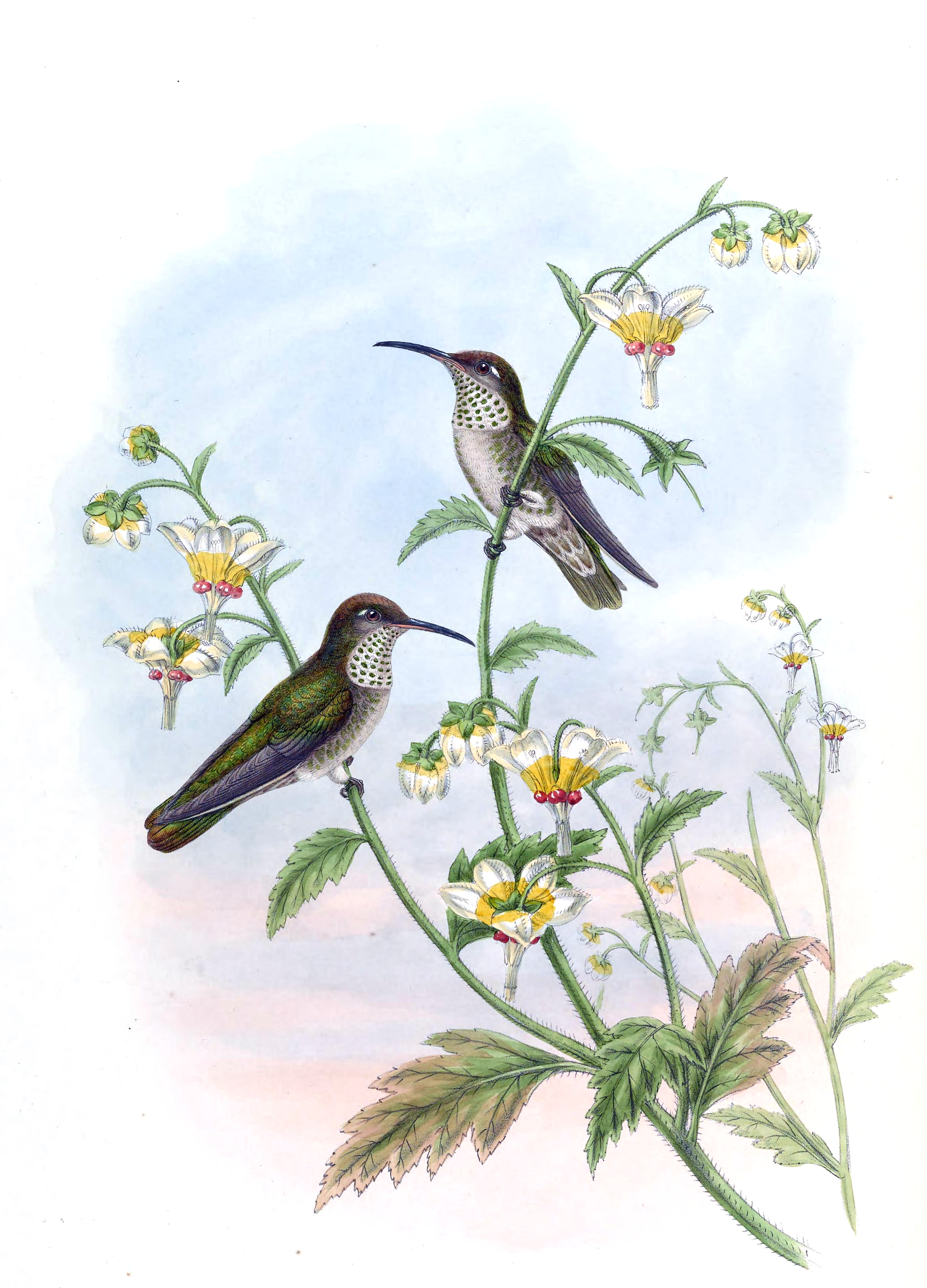
Taczanowskikolibri, Zeichnung von John Gould

Der Taczanowskikolibri hat eine Körperlänge von 11,5 bis 12,5 cm bei einem Gewicht von 6,9 (Weibchen) bis 7,7 g (Männchen). Der leicht gebogene Schnabel ist schwärzlich. Er hat einen bronzenen Oberkopf und eine matt grüne Oberseite. Hinter dem Auge hat er einen kleinen weißen Fleck. Die Unterseite ist schmutzigweiß und wird von auffälligen grünen Flecken durchzogen. An den Flanken sind je nach Vogel variable Grüntönungen zu erkennen. Der Schwanz ist gleichmäßig bronzegrüne.

## Verhalten
In Ecuador wurden sie bei der Nektaraufnahme an Inga-Pflanzen und bei der Jagd auf Insekten beobachtet. Außerdem wurden territoriale Streitigkeiten mit Andenamazilien (Amazilia franciae) beobachtet. Zu den weiteren Pflanzen, die sie anfliegen, gehören Agaven und Bananen (Musa).

## Lautäußerungen
Ihr Ruf besteht aus einer komplexen Serie von Tschips und pfeifenden zitternden Trällern.

## Verbreitung und Lebensraum

Verbreitungsgebiet des Taczanowskikolibris

Sie kommen relativ häufig in trockenem Gestrüpp an den Westhängen der Anden Perus in Höhen zwischen 900 und 1900 Metern vor. Im trockenen Teil des mittleren und oberen Marañón-Tals kommen sie auch gelegentlich zwischen 350 und 2800 Metern vor. Wenige Sichtungen wurden in der Provinz Zamora Chinchipe in Ecuador gemacht.

## Unterarten
Die Art gilt als monotypisch. Die von Outram Bangs und Gladwyn Kingsley Noble beschriebene Unterart Thaumasius taczanowskii fractus gilt heute als Synonym zur Nominatform.

## Etymologie und Forschungsgeschichte
Philip Lutley Sclater beschrieb den Taczanowskikolibri unter dem Namen Thaumasius taczanowskii. Das Typusexemplar stammte aus Guajango in der Provinz Cajamarca und wurde dort von Jan Sztolcman und Konstanty Roman Jelski (1837–1896) gesammelt. Władysław Taczanowski schickte Sclater den Balg zur Analyse. Lange wurde er unter der von Charles Lucien Jules Laurent Bonaparte 1850 eingeführten Gattung Leucippus u. a. für den Zimtbrustkolibri geführt. Dieser Gattungsname bezieht sich auf »Leukippos Λεύκιππος« aus der griechischen Mythologie. Heute wird die Art unter der von Sclater im gleichen Artikel eingeführten Gattung Thaumasius geführt. Dieser Name leitet sich von »thaumasios, thauma, thaumatos θαυμασιος, θαυμα, θαυματος« für »fantastisch, wunderbar, Wunder« ab. ab. Der Artname widmete Sclater Taczanowski. Fractus ist das lateinische Wort für geschwächt, gebrochen.